# Vartholomio
Vartholomio (griechisch Βαρθολομιό (n. sg.)) ist eine Kleinstadt auf der Peloponnes in Griechenland.

## Geografische Lage
Die Stadt liegt auf der Kyllini-Halbinsel im Osten der Halbinsel Peloponnes am rechten Unterlauf des Flusses Pinios, der östlich von Vatholomio ins Ionische Meer mündet.
Vartoholomio verfügt über einige schöne Strände, so den von Thines und den an der Grenze zu Kastro-Kyllini gelegenen Strand von Arkoudi. Ein Naherholungsziel ist der Pinienwald von Thines.

## Geschichte
Der Ort trug ursprünglich die Namen Valtochori (Βαλτοχώρι „Sumpfdorf“) und Vatrachochori (Βατραχοχώρι „Froschdorf“), ein Hinweis auf die Sümpfe im Pinios-Tal. Der heutige Name soll auf einen Ritter der von 1204 bis 1430 hier herrschenden Franken namens Bartholomé oder Barthélémy II. Guise zurückgehen, gräzisiert als Vartholomeo (Βαρθολομαίο).
Während der Griechischen Revolution war Vartholomio am 10. November 1825 Schauplatz einer Schlacht der in die Festung Chlemoutsi geflohenen griechischen Bevölkerung gegen die Truppen des ägyptischen Generals Ibrahim Pascha, der die Gegend eroberte und für einige Jahre beherrschte. Erst nach der Schlacht von Navarino 1827 wurde Vartholomio Teil des unabhängigen Griechenland.
1988 lag bei Vartholomio das Epizentrum eines schweren Erdbebens.

## Verwaltungsgliederung
Vartholomio wurde 1912 als Landgemeinde (kinotita) anerkannt und 1989 zur Stadtgemeinde (dimos) erhoben. In den folgenden Jahren wurden zahlreiche Dörfer der Umgebung eingemeindet. Mit der Eingemeindung in die neu geschaffene Gemeinde Pinios zum 1. Januar 2011 wurde Vartholomio einer von deren vier Gemeindebezirken.
| Dimotiki Kinotita          | griechischer Name                       | Code     | Fläche (km²) | Einwohner 2001 | Einwohner 2011 | Einwohner 2021 | Dörfer und Siedlungen                                                                    |
| -------------------------- | --------------------------------------- | -------- | ------------ | -------------- | -------------- | -------------- | ---------------------------------------------------------------------------------------- |
| Vartholmio                 | Δημοτική Κοινότητα Βαρθολομιού          | 39070201 | 24,470       | 3714           | 4271           | 4478           | Vartholmio, Agios Pandeleimonas, Vationas, Vranas, Thines, Kokkala, Romeika, Stroumbouli |
| Dimitra                    | Δημοτική Κοινότητα Δήμητρας             | 39070202 | 02,753       | 0307           | 0324           | 0334           | Dimitra, Rengleika                                                                       |
| Kalyvia                    | Δημοτική Κοινότητα Καλυβίων Μυρτουντίων | 39070203 | 05,234       | 0159           | 0139           | 0207           | Kalyvia                                                                                  |
| Lygia                      | Δημοτική Κοινότητα Λυγιάς               | 39070204 | 21,423       | 0698           | 0787           | 0741           | Lygia, Arkoudi, Glyfa, Ioniko, Paralia                                                   |
| Machos                     | Δημοτική Κοινότητα Μάχου                | 39070205 | 05,913       | 0470           | 0378           | 0385           | Machos                                                                                   |
| Gemeindebezirk Vartholomio | Gemeindebezirk Vartholomio              | 390702   | 59,793       | 5348           | 5899           | 6145           |                                                                                          |

## Verkehr
Vartholomio hatte seit 1891 einen Bahnhof an der Stichstrecke Kavasila–Kyllini, die in Kavassila von der Bahnstrecke Patras–Zevgolatio abzweigte. Die Stichstrecke Kavassila–Kyllini wurde 1996, die Hauptstrecke 2011 aufgegeben. Im Bahnhof von Vartholomio zweigte seit 1892 weiter eine Strecke nach Loutra ab, die aber bereits 1969 stillgelegt wurde. 

## Kultur
Das 2000 gegründete städtische Volkskundemuseum versammelt Zeugnisse und Erinnerungsstücke aus der Geschichte der Gemeinde wie Trachten, Interieurs und Werkzeuge.
Zu besichtigen ist ferner ein Kloster der Heiligen Eleousa.